# Eloksiranje
Eloksiranje (el[ektrolitsko] oksi[di]ranje) je postupak kojim se s pomoću električne struje na predmetima od aluminija i od njegovih slitina proizvodi sloj aluminijeva oksida, koji ih može štititi od korozije i habanja; može služiti kao električni ili toplinski izolator, ili kao podloga za zaštitne namaze boja i lakova. Taj se sloj oksida može bojiti organskim bojilima, tako da služi i kao ukras. Postoji velik broj modifikacija toga postupka, ali se svi osnivaju na tome da se u jednoj elektrolitskoj kupelji aluminijski predmet učini anodom, pa se oksidira elektrolitski razvijenim kisikom.

## Način rada
Eloksiranje se zasniva na elektrokemijskoj metodi anodičke oksidacije. U tom postupku aluminij se presvlači jednim tankim slojem oksida (debljine oko 1 mikrometar ili 1 μm) čime se štiti od daljnje oksidacije. Međutim ta debljina sloja nije dovoljno debela i dekorativno nije prihvatljiva, pa se aluminijski profil podvrgava obradi fazne oksidacije u kojem se debljina zaštitnog sloja povećava na 12 do 30 mikrometara. Ovaj postupak obavlja se na posebnim postrojenjima u kojima su postavljene kade dubine i do 2,5 m. Kade su napunjene kemikalijama koje redoslijedom sudjeluju u postupku eloksiranja. Između svake kade nalazi se voda za ispiranje. Postupak eloksiranja se sastoji od:
- mehanička priprema četkanjem profila, uređaji s kružnim četkama od tankih žica od nehrđajućeg čelika.
- odmašćivanje u deterdžentima na temperaturi od 65 do 75 °C u trajanju od 10 minuta;
- odmašćivanje u mineralnoj sodi (natrijev hidroksid) na temperaturi od 40 do 60 °C u trajanju od 5 minuta;
- neutralizacija u dušičnoj kiselini;
- anodizacija u sumpornoj kiselini na temperaturi od 18 °C u trajanju od 50 minuta;
- bojanje u tekućini za dobivanje nijanse eloksaže - ovaj postupak se preskače ako se traži boja eloksiranja u prirodnoj boji aluminija;
- zatvaranje pora ili silitiranjem (hladno i toplo), oko 3 minute.

Četkanjem se odstranjuju prirodni oksidi, odmašćivanjem i nagrizanjem otvaraju se pore, a anodizacijom se stvara tanki sloj aluminijeva oksida po konfiguraciji pora. Ako je potrebno bojanje ono se vrši taloženjem nekog metala u dno pore. Završni korak je silitiranje kojom se pore potpuno zatvaraju.

### Anodizacija
Anodizacija se vrši u elektrolitu koji se sastoji od sumporne kiseline otopljene u vodi. U ovom se koraku pusti istosmjerna struja na aluminij tako da je aluminij pozitivna elektroda, a negativna elektroda je neki drugi odgovarajući metal. Zbog prolaza električne struje, sumporna kiselina počinje se razlagati. Kvaliteta anodnog sloja zavisi od kvalitete aluminija Al99,5 (legure AlMgSi 0,5, AlMg1, AlMg3), koncentracije elektrolita, temperature i jačini struje. Kontrola ovih čimbenika prati se računalom i prati pulsnim ispravljačem. Kada se postigne odgovarajuća debljina sloja ispravljač se automatski isključuje a podaci se zapisuju i određena je kakvoća eloksiranja.
Površinski sloj se pretvara u staklasto kristalnu prevlaku. Preporučena debljina za aluminijske profile od kojih se izrađuju prozori i vrata je 20 mikrometara, tanji slojevi su nedovoljno otporni na habanje i trošenje, deblji slojevi pucaju kod savijanja profila. Tonovi eloksaže se kreću od prirodne boje aluminija do boje bronce i crne. Moguće je bojanje u zlatnim tonovima ali je ono manje postojano. Posebnim postupcima moguće je dobiti tonove plave, crvene i zelene boje ali se one rijetko upotrebljavaju zbog visoke cijene. Bojanje se vrši neorganskim pigmentima na bazi kobalta, mangana.
Eloksirani aluminij je veoma otporan na kiseline, ali je neotporan na lužine (baze). Posebno valja voditi računa da na površini eloksiranog profila ne ostane na primjer vapno za bojanje zidova jer su oštećenja neizbježna. Oštećenja eloksiranja se izuzetno teško mogu otkloniti.